# Кузнецкая котловина
Кузне́цкая котлови́на — межгорная котловина на юге Западной Сибири, на территории Кемеровской области. Ограничена Салаирским кряжем на юго-западе, Кузнецким Алатау с северо-востока, Абаканским хребтом с юго-востока, Бийской Гривой и другими образованиями Горной Шории с юга.
Длина 400 км, ширина 100—120 км. Средняя высота над уровнем моря колеблется от 200 м на севере до 400—500 м на юге.
Поверхность представляет собой волнистую равнину, изрезанную густой сетью речных долин. Для присалаирских районов характерны ровные и плоские междуречья; в восточной части глубина расчленения возрастает. Основные реки — Томь, Иня и другие притоки Оби.
В центральной части расположены несколько горных кряжей высотой 600—740 м, сложенных из мезозойского базальта: кряж Тараданова, кряж Салтымакова, Караканский хребет. Сохранился относительно мало затронутый деятельностью человека участок степи Бачатские сопки. Эти образования являются зонами уникального природного разнообразия. Последние два объекта в настоящее время находятся под угрозой исчезновения в связи с расширением добычи угля.
На территории Кузнецкой котловины находится знаменитый Кузнецкий угольный бассейн. В пределах котловины сосредоточены все крупные города Кемеровской области — Новокузнецк, Прокопьевск, Белово, Киселёвск, Ленинск-Кузнецкий и др.